# Вулиця Стара Поляна
Ву́лиця Стара́ Поля́на — вулиця у Шевченківському районі міста Києва, місцевість Татарка. Пролягає від Лук'янівської вулиці (сходи) до вулиці Князя Володимира Мономаха та Нижньоюрківської вулиці.

## Історія
Вулиця виникла у 2-й половині XIX століття під сучасною назвою (від назви місцевості, через яку пролягає вулиця). У 1899 році на прохання місцевих жителів перейменована на Макаріївську — на честь новоспорудженої Макаріївської церкви, однак вулиця продовжувала існувати під попередньою назвою. У списку вулиць Києва за 1900 рік згадана під паралельними назвами: вулиця Стара Полянка і вулиця Антифєєвка (хоча селище Антифєєвка, збудоване у 2-й половині XIX століття за особистим дозволом околоточного наглядача Антифєєва, було на Куренівці, поблизу Кирилівської церкви). На картах 1910-х років вживалася назва Стара Полянка. У документах 1915 року згадується також як вулиця Стара Полянка.
Пролягала до Лук'янівскої вулиці в її старому вигляді до реконструкції початку 1980-х років. Колишня траса вулиці частково поглинута Лук'янівською вулицею.
На вцілілій частині вулиці окрім окраси місцевості — дерев'яної Свято-Макаріївської церкви кінця XIX століття, збереглася також будівля церковної школи та декілька будинків кінця XIX століття.

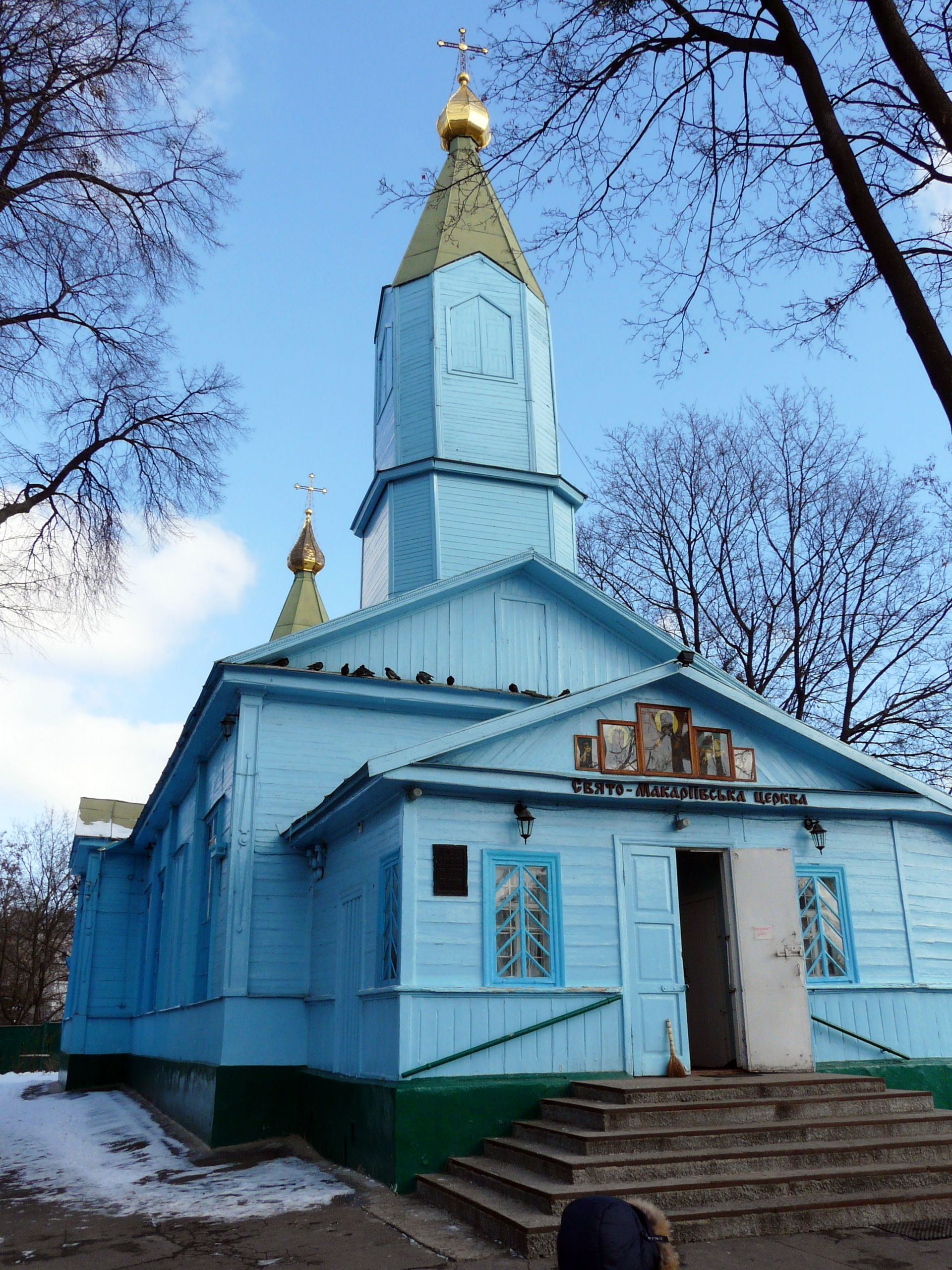
Церква св. Макарія, вул. Стара Поляна, 46